# Шумське
Шу́мське — село в Україні, в Роменському районі Сумської області. Населення становить 29 осіб. Входить до складу Андріяшівської сільської громади. До 2020 орган місцевого самоврядування - Артюхівська сільська рада.

## Географія
Село Шумське розташоване на правому березі річки Сула, нижче за течією на відстані 2 км розташоване село Сурмачівка, на протилежному березі — село Москалівка.

## Історія
Село постраждало внаслідок геноциду українського народу, проведеного урядом СРСР 1923–1933 та 1946–1947 роках.